# Stigma negrita
Stigma negrita là một loài bướm đêm trong họ Geometridae.